# Cohortes urbanae
Die Cohortes urbanae (sing. Cohors urbana) (lateinisch für ‚städtische Kohorten‘) waren eine militärische Einheit im Römischen Reich, die während der Kaiserzeit in Rom und einigen weiteren römischen Städten stationiert war und dort als „Wachkörper“ polizeiliche Aufgaben erfüllte.

## Urbaner Hintergrund: Rom
Als Urbanisierung wird in der Demografie ein Phänomen bezeichnet, bei dem es zur Migration zumeist aus dem ländlichen Umfeld (Land) in das städtische Umfeld (Städte) kommt. Die „römische Urbanisierung“ ist jedoch nicht mit den heutigen Formen der Verstädterung gleichzusetzen. Nach römischen Verständnis war für eine Stadt nicht die Einwohnerzahl entscheidend, sondern die Funktion in der Verwaltung des Reiches. Zu einer Stadt gehörte im Imperium Romanum eine zentrale Siedlung, aber auch das umliegende Land mit seinen Dörfern (vici) und Einzelhöfen (villae rusticae). Funktionell war die römische Stadt eine „territoriale Körperschaft“, deren Einwohnerzahl in der Regel zwischen 2000 und 15000 Einwohner lag.
Für die Stadt Rom des 1. Jahrhunderts n. Chr. wird eine Einwohnerzahl von etwa einer Million Menschen angenommen. Die Großstadt breitete sich auf einer Fläche von ca. 23 km² aus, einem Gebiet, das über die sieben Hügel Roms hinaus noch weiträumige Vorstädte (suburbia) umfasste. Aufgrund der Anzahl der Bewohner und der Ausdehnung der Metropole am Tiber barg sie für kriminelle Aktivitäten ein hohes Risiko, mit dem sich die städtische Verwaltung auseinandersetzen musste.

Übersichtskarte Karte der sieben Hügel Roms, auf Deutsch mit lateinischen Namen in Klammern

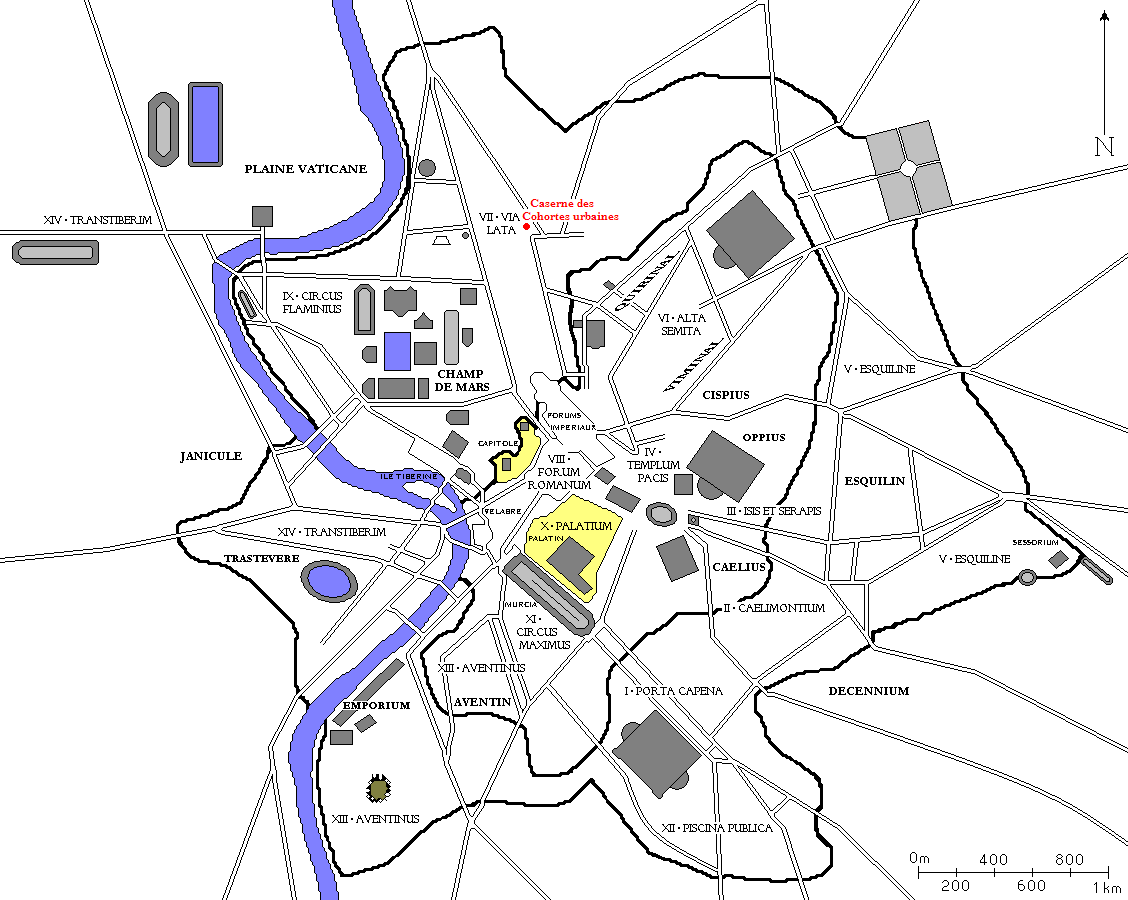
Lage der unter Aurelian (regierte 270–275) erbauten Kaserne für die städtischen Kohorten im Plan des kaiserlichen Roms (orangefarbener Punkt)

Die ungleiche Verteilung von Gütern, soziale Spannungen und Ausgrenzungen können gewalttätiges (kollektives) Handeln begünstigen, wobei zwischen einer aus diesen Gründen induzierten Kriminalität und einer Unmutsbekundung von Gruppen einer Bevölkerung unterschieden werden muss. Antike Quellen berichten von Diebstählen und Räubereien im Rom zur Zeit des Augustus, inklusive bewaffneter Wegelagerei und Menschenraub.
Es war Kaiser Tiberius, im 1. Jahrhundert, der im italischen Kernland die Anzahl der stationierten Militärposten erhöhte, um ein gewisses Maß an öffentlicher Sicherheit vor dem Räubertum zu erreichen. Er ließ an der östlichen Stadtmauer Roms neun Kohorten zu je tausend Mann als Garde, praetorium stationieren, zu denen drei cohortes urbanae und die militärisch organisierte Feuerwehr (cohortes vigilum, siehe Feuerwehren im Römischen Reich) zählten. Die zwei Gardekommandanten, praefecti praetorio, galten als Stadtkommandanten des antiken Roms. Ihnen zusätzlich zugestellt wurde ein schon unter Augustus in diese Funktion berufener Gouverneur Roms, praefectus urbi, der aus den Kreisen der consulares rekrutiert wurde, um dann als Leiter der cohortes urbanae die polizeiliche Staatsgewalt auszuüben.
Staat oder Staatlichkeit hatten, obgleich vorhanden, im antiken Rom eine andere Bedeutung, als in den geopolitischen Systemen, mit einer politischen Ordnungsstruktur, in der Neuzeit. Institutionalisierte Herrschaft und ein Gewaltmonopol waren noch nicht hochentwickelt, dafür rudimentär und fragil. Es gab noch keine explizite Polizeiinstitution, Staatsanwaltschaft, Gerichtsvollzieher, eigentliche Gefängnisse, es gab kein öffentliches Gesundheitswesen und noch keine öffentlichen Schulen im strengen Wortsinn.

## Entstehung und Organisation
Unbekannt bleibt der genaue Zeitpunkt der Gründung, der cohortes urbanae. Sie werden im Jahre 5 n. Chr. erstmalig in einer Liste als reguläre Einheiten erwähnt. Möglich scheint eine Aufstellung in Verbindung mit der Rekrutierung von Prätorianern im Jahre 27 v. Chr. gegeben. Die Prätorianergarde (praetoriani) war typisch für die römische Kaiserzeit. Als Eliteeinheit bestand ihre Hauptaufgabe darin, den Kaiser und dessen Familie mit Waffengewalt zu schützen. Dennoch sind Prätorianer nicht als eine reine Leibgarde anzusehen. Funktionell waren sie klar darauf ausgerichtet, dem Kaiser zur Verfügung zu stehen, d. h. sie dienten nicht nur zu dessen Schutz, vielmehr wurden ihnen auch administrative Aufgaben im gesellschaftlichen Leben Roms übertragen.
Um der Machtfülle der praetoriani ein Gegengewicht zu setzen, wurden von Augustus die cohortes urbanae gegründet, sie stellten eine paramilitärische Gruppe dar, welche als Ordnungskraft in der Stadt Rom u. a. diente. Konzipiert als eine dem Kaisers loyal verbundene Truppe, waren die cohortes urbanae Teil des Militärs, übernahmen jedoch eben nicht typische militärische Aufgaben.
Alexandra W. Busch (2007) nennt Zahlen (Mannschaftsstärke) bezüglich der Zusammensetzung der staatlichen Exekutivorgane im Zeitraum zwischen dem 1. und 4. Jahrhundert:
| Militärische/Paramilitärische Einheiten | 1. Jahrhundert | 2. Jahrhundert | 3. Jahrhundert | 4. Jahrhundert |
| --------------------------------------- | -------------- | -------------- | -------------- | -------------- |
| cohortes urbanae                        | 1.500          | 2.000          | 6.000          | 6.000          |
| cohortes vigilum                        | 3.500          | 3.500          | 7.000          | 7.000          |
| cohortes praetoriae                     | 4.500          | 5.000          | 10.000         | 10.000         |

Eine der wichtigsten Gründungen Kaiser Augustus war die Schaffung eines stehenden Heeres.
Im Jahre um 13 n. Chr. rief Augustus die cohortes urbanae unter dem Befehl des praefectus urbi als eine „Sicherheitspolizei“ der Stadt Rom ins Leben. Unter Augustus wurden zunächst drei Kohorten aufgestellt, deren Nummerierung (X–XII) an die der Prätorianer anschloss und aus drei Kohorten zu je 500 Mann bestand (cohors quingenaria). Im Gegensatz zu dieser Gardeeinheit unterstanden die cohortes urbanae nicht dem Prätorianerpräfekten, sondern dem Praefectus urbi, dem Stadtpräfekten. Sie waren allerdings seit Tiberius bis zur Zeit Aurelians gemeinsam mit den Prätorianern in deren Lager (Castra praetoria) am Rande der Stadt untergebracht. Die cohortes urbanae standen vom Ansehen her zwischen den Prätorianern und der dritten in Rom stationierten Truppe, den Vigiles.
Laut Schiavone waren die Cohortes urbanae für die Verfolgung entsprechender Straftaten in einem Umkreis von 100 Meilen, das einspricht circa 148 km zuständig. Leitung hatte der Stadtpräfekt, praefectus urbi dem drei Stadtkohorten unterstanden.
Die Zahl der Kohorten wurde bis zum Ende der julisch-claudischen Dynastie auf neun erhöht, von denen im Jahr 68 drei nicht in Rom, sondern in anderen Städten (Ostia, Puteoli, Lugdunum) stationiert waren. Die Kohorte von Lugdunum war in erster Linie für die Bewachung einer kaiserlichen Münzstätte verantwortlich, die Augustus dort gegründet hatte. Ab der flavischen Zeit gab es vier Kohorten in Rom sowie je eine in Lugdunum und Karthago. Unter Septimius Severus wurde die Mannschaftsstärke der cohortes urbanae von ursprünglich wohl je 500 auf 1500 Mann erhöht.
Neben den cohortes urbanae wurden spätestens mit Augustus im Jahr 6 n. Chr. eine weitere Organisation die militia vigilum regime, die später in cohortes vigilum umbenannt wurden, ihre Aufgaben lagen in der Brandbekämpfung, der Fahndung nach Brandstiftern und in Stadtwachen, und ab Trajan führte der praefectus vigilum bei dementsprechenden Prozessen den Vorsitz. Den vigiles, wie sie kurz bezeichnet wurden, oblagen mehr und mehr auch polizeiliche Aufgaben.
Zur Überwachung von Märkten und Bädern wurden die Ädilen eingesetzt, ihnen oblag die Einhaltung der betreffenden Gesetze. So kontrollierten die Ädilen die Gewichte, die auf den Märkten benutzt wurden. Der Dienstplatz der Ädilen, eine Art „Eichamt“, befand sich im Aedes Castoris (Tempel des Castor).

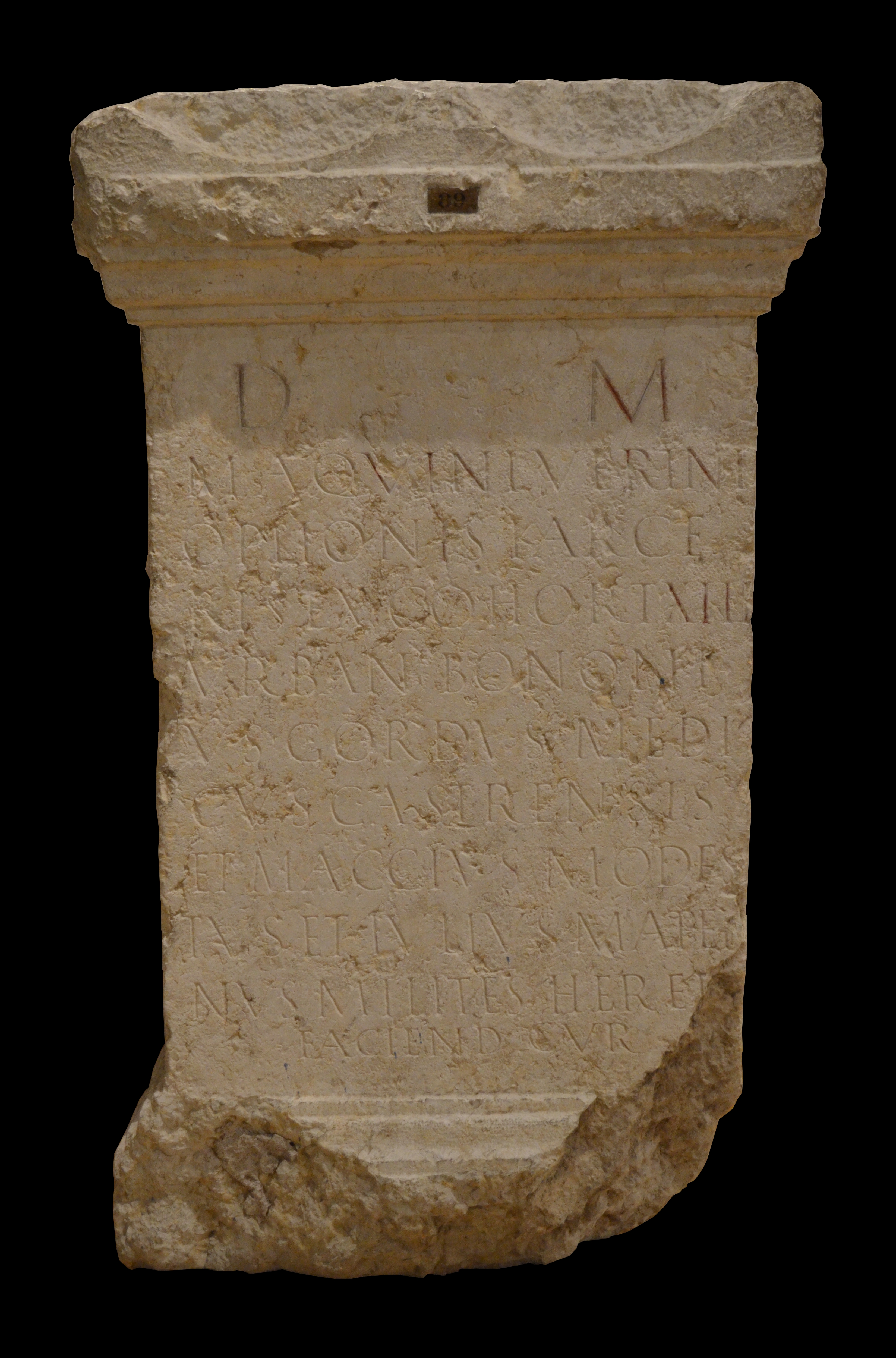
Grabstele des Vorstandes des Gefängnisses der XIII. städtischen Kohorte von Lugdunum – Gallo-Römisches Museum von Fourvière – CIL XIII, 1833

Konstantin der Große löste die cohortes vigiles kurze Zeit nach der Schlacht an der Milvischen Brücke im Jahre 312 n. Chr. auf, einige Jahrzehnte später traf diese Maßnahme auch die cohortes urbanae.

## Aufgaben und Funktion
Eine bedeutsame Funktion hatten die paramilitärischen Kräfte bei der Überwachung der öffentlichen Spiele, so im Circus Maximus oder im Colosseum inne. In welchem Ausmaß und mit welchem Vorgehen sie auch in der Verbrechensbekämpfung tätig wurden bleibt in der wissenschaftlichen Diskussion offen. Damit hatten die Kohorten des Kaiserzeit als permanente Ordnungsapparate, eine andere Schnittmenge in ihren Aufgaben, als etwa die Polizei der Neuzeit.

## Weitere polizeiähnliche Organe im Imperium Romanum
Der Althistoriker Jens-Uwe Krause (2004) führt an, dass, obgleich sich der römische Staat nicht um den Aufbau einer spezialisierten Polizei als solche kümmerte, das römische Militär sich partiell dieser Aufgaben widmete. So wurden in den Regiones, dem italischen Kernland, unter den Kaisern Augustus und Tiberius Militärposten, stationes begründet, die um die Einhaltung der gesellschaftlichen Regeln bemüht waren. In den römischen Provinzen, außerhalb des Kernlandes, oblag diese Aufgabe im administrativen Funktions- und Kompetenzbereich der jeweiligen Statthalter und seines Stabes. So beschrieb der Jurist Ulpian dass, das suffiziente Handeln eines Statthalters darin Ausdruck fände Verbrecher, wie Räuber, Diebe etc. zu ermitteln und in einer angemessenen Form zu bestrafen. Die Militärangehörigen, die für solche polizeilichen Aufgaben abgestellt wurden, waren die stationarii, welche an strategisch bedeutsamen Orten in der Provinz als eine Art Militärpolizei dem Statthalter direkt unterstanden. Ähnlich den stationarii waren die burgarii, die in befestigten burgi stationiert waren.
Die Frumentarii hatten, insbesondere in Verbindung mit den Statthaltern, praesides in den römischen Provinzen nicht nur ihr Hauptquartier in der Nähe der Kanzlei, officium des Statthalters, sondern sie waren auch mit (geheim-)polizeilichen Aufgaben betraut. Aber auch in der Hauptstadt Rom gab es ebenfalls Frumentarii, dort stellten sie eine Art Hilfstruppe numerus und erfüllten vor allem Botendienste im administrativen Bereich.

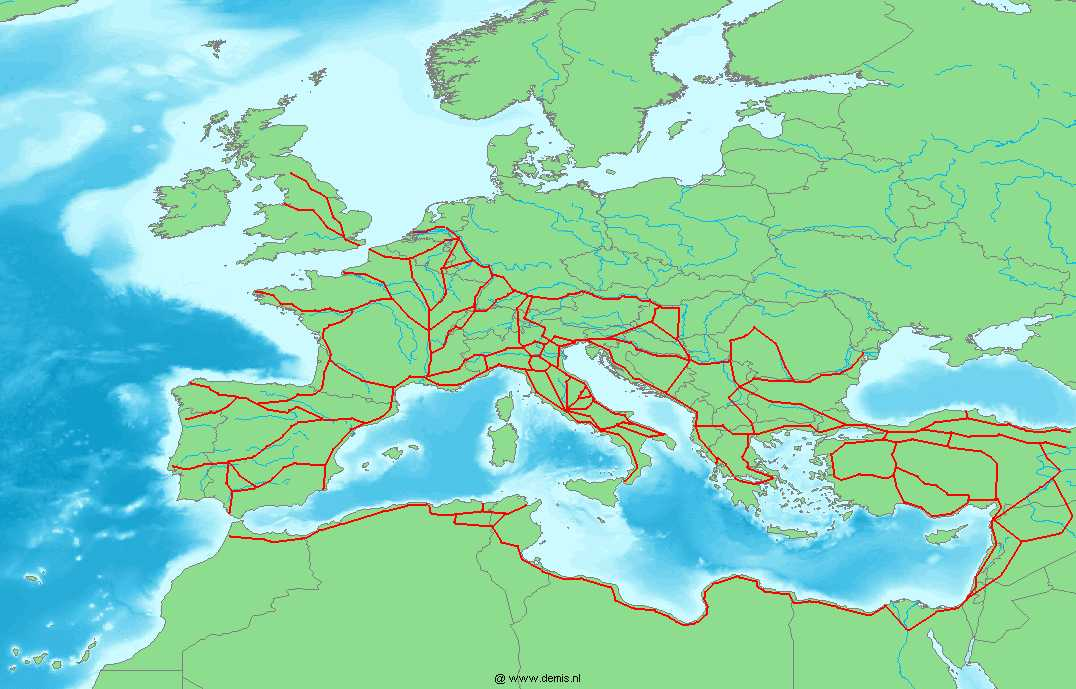
Übersichtskarte der Hauptstraßen im Römischen Reich zur Zeit von Hadrian (regierte 117–138)

Die Benefiziarier, beneficiarii wiederum waren Principales der römischen Armee, die (militär-)polizeiliche Aufgaben ausübten, in der Legion waren sie als Sekretäre im Stab des Statthalters aktiv, oder wurden auf Stationen in den Provinzen abkommandiert.
Ihnen oblag auch die Bekämpfung, etwa der Straßenräuberei und Bandenkriminalität, an den römischen Fernstraßen. Sie wurden durch die vom jeweiligen Statthalter hierzu autorisiert und waren aus ihren Stammeinheiten abkommandierte Legionäre mit einem entsprechenden militärischen Rang.

## Literarische Rezeption
John Maddox Roberts schildert in seinen historischen Romanreihen SPQR Fälle, die im antiken Rom angesiedelt sind, als fiktive Geschehnisse um den Römer Decius Caecilius Metellus, welche Roberts mit realen Ereignissen und Personen verknüpft. Die ersten dieser historischen Kriminalromane SPQR schildern verschiedene Ereignisse, meist Morde an prominenten Römern in der Zeit der ausgehenden römischen Republik und der Bürgerkriege. Er erzählt Kriminalfälle, die der fiktionale Decius Caecilius Metellus „polizeilich aufklärte“.
Die Autorin Lindsey Davis schrieb ebenfalls Kriminalromane um den römischen Privatermittler Marcus Didius Falco der als fiktive Hauptfigur zu der Zeit des römischen Kaiser Vespasian versucht verschiedene Kriminalfälle zu lösen.
Beide Autoren erarbeiten in ihren Sujets „polizeilich-kriminologische Problemlagen“ die in antike, historische Zeiträume zurück projiziert werden. Dabei werden die Kriminalfälle bei beiden Autoren als „Privatermittler aufgelöst“, wobei deren Handeln hinsichtlich einer belegbaren historischen Faktizität (Quelle, Archäologischer Fund etc.) nicht durchweg kongruent ist.